# Steven Zhang
Steven Zhang, pseudonimo di Zhang Kangyang (張康陽T, 张康阳S, Zhāng KangyangP; Nanchino, 21 dicembre 1991), è un dirigente sportivo e imprenditore cinese.
Dal 2018 al 2024 è stato presidente dell'Inter, mentre dal 2019 al 2021 ha fatto parte del board dell'European Club Association (ECA).

## Biografia
Figlio dell'imprenditore cinese Zhang Jindong, è nato nel 1991 a Nanchino, nella provincia costiera dello Jiangsu. Ha frequentato le scuole medie presso la Nanjing Foreign Language School per poi trasferirsi all'età di 15 anni negli Stati Uniti, dove ha frequentato il prestigioso college Mercersburg Academy. Si è diplomato con lode presso il college, ricevendo gli inviti da parte di MIT e Università Duke, scegliendo però di studiare economia alla Wharton School of the University of Pennsylvania.

## Carriera
Dopo la laurea ha iniziato la carriera lavorativa presso le banche d'investimento Morgan Stanley e JP Morgan, a Hong Kong, dove ha lavorato nelle operazioni di IPO, e negli Stati Uniti, oltre a intraprendere varie attività di investimento.
In seguito ha iniziato a lavorare nel gruppo Suning, arrivando a ricoprire la presidenza di Suning International, divisione internazionale di Suning Holdings Group.

### Calcio
Il 28 giugno 2016, dopo l'acquisto del 68,55% delle quote dell'Inter da parte di Suning, Steven Zhang entra a far parte del consiglio di amministrazione della società nerazzurra insieme ad altri quattro dirigenti del gruppo cinese. Il 26 ottobre 2018 è nominato presidente, succedendo all'imprenditore indonesiano Erick Thohir e diventando il più giovane a ricoprire tale carica nella storia del club nerazzurro.
Il 10 settembre 2019 è eletto nel board dell'European Club Association (ECA), diventando il primo cinese a farne parte. Conserva la carica fino al 19 aprile 2021, quando si dimette in seguito al progetto di una Superlega calcistica europea (poi abortito sul nascere).
Nella stagione 2020-2021 vince il campionato italiano, il primo trofeo alla guida dell'Inter e il primo scudetto di una proprietà straniera nel campionato italiano. Nel corso della stagione successiva arrivano altri due trofei, la Supercoppa italiana e la Coppa Italia, entrambi vinti contro la Juventus. 
Durante l'annata 2022-2023 il club bissa i successi in Supercoppa italiana e in Coppa Italia, rispettivamente contro Milan e Fiorentina; con questi due successi, che portano il totale a cinque, Zhang diventa il terzo presidente più vincente della storia nerazzurra a pari merito con Giacinto Facchetti e dietro solo ad Angelo e Massimo Moratti, rispettivamente con sette e undici trofei. Inoltre, l'Inter raggiunge la finale della UEFA Champions League, a tredici anni dalla volta precedente, ma viene battuta dal Manchester City per 1-0.
Nella stagione 2023-2024 arriva la terza Supercoppa italiana consecutiva della sua presidenza, conquistata battendo in finale il Napoli, ma soprattutto il secondo campionato italiano: per l'Inter, in particolare, si tratta del ventesimo scudetto della sua storia, che vale il raggiungimento della seconda stella a cinquantotto anni di distanza dalla prima. Con questo successo Zhang diventa il secondo presidente più vincente della storia dell'Inter, a pari merito con Angelo Moratti, e dietro solo a Massimo Moratti.
A maggio 2024, a seguito del mancato rimborso del prestito triennale concesso da Oaktree Capital Management a Suning, la società d'investimento statunitense escute il 99,6% delle quote dell'Inter possedute dalla holding cinese, provvedendo successivamente alla nomina di un nuovo consiglio di amministrazione e di Giuseppe Marotta come presidente al posto di Steven Zhang.